# Tomorrow Never Knows
〈Tomorrow Never Knows〉는 영국의 록 밴드 비틀즈의 노래다. 1966년 8월 음반 《Revolver》의 마지막 트랙으로 수록되었다. 레논-매카트니 크레디트를 따르지만 주로 존 레논이 작곡했다. 레슬리 스피커 캐비닛(이 기기는 대개 하몬드 오르간을 위한 확성기로 쓰인다.)을 통과한 보컬을 사용했다. 비틀즈가 준비한 테이프 루프는 인도 영향을 받은 선법에 들락날락하고 일관되지만 독특한 드럼 패턴이 이를 뒷받침한다. 대중음악에서 최초로 역전된 음향을 사용한 〈Rain〉으로부터 석달 이후 녹음되었다.
〈Tomorrow Never Knows〉는 당대 가장 위대한 곡 중 하나로 간주되었다. 피치포크 미디어의 "1960년대 가장 위대한 200곡"에서 19위, 롤링 스톤의 "가장 위대한 비틀즈 노래 100곡"에서 18위.

## 영감
존 레논은 1966년 1월 곡을 작곡했다. 가사는 티모시 리어리, 리처드 앨퍼트, 팔프 메츠너가 《바르도 퇴돌》을 개작한 《환각경험: 티베트 사자의 서에 기반한 설명서》(The Psychedelic Experience: A Manual Based on the Tibetan Book of the Dead)에서 따왔다. 하지만 피터 브라운은 레논이 《바르도 퇴돌》 원서를 읽었으며 그것은 LSD의 영향 아래 있을 때였다고 말했다. 반면 조지 해리슨은 리어리, 앨퍼트, 메츠너의 책에서 가사를 가져왔다고 밝혔다. 폴 매카트니는 그와 레논이 새로 개점한 인디카 갤러리를 방문했을 때, 레논이 《휴대용 니체》(The Portable Nietzsche)와 《환각경험》을 찾고 있었다 회고해 이 주장을 뒷받침했다. 《환각경험》에는 "의심이 들 때면, 생각을 단념하고, 편한 상태로, 마음을 흘려보내라(Whenever in doubt, turn off your mind, relax, float downstream)"는 구절이 있다.
책을 구매한 레논은 집으로 귀가해 LSD 복용 후 책이 지시하는 바를 정확히 이행했다. 책은 LSD의 영향 아래의 경험이 "대체 죽음"이며, 다른 환각약물 역시 궁극적으로 죽음의 과정과 유사하고 그와 비슷한 지시사항이 요구된다고 주장한다. 이 상태를 동양에서는 삼매로 표현한다.

## 제목
사실 곡의 제목은 가사에서 한 번도 나타나지 않는다. 레논은 제목이 〈A Hard Day's Night〉처럼 링고 스타의 말라프로피즘에서 가져온 것이라 밝혔다. 스타는 워싱턴 D.C. 영국대사관에서 열린 1964년 텔레비전 인터뷰에서 게스트 중 한 명에게 자기 머리 일부를 잘린 일을 겪었고, 이를 웃어넘기려 "앞일은 아무도 몰라요(Tomorrow never knows)"라고 말했다. 노래의 원제는 〈Mark I〉이었다. 〈The Void〉가 다른 작업 제목이란 설이 돌았으나 마크 루이손과 밥 스피츠에 따르면 틀린 말이다.

## 음악적 구조
매카트니는 곡의 하모니가 주로 C 코드로 고정되어 있지만, 마틴은 이를 허용했고 "나름 흥미롭다" 했다고 회고했다. 노래의 화성적 구조는 인도 음악에서 기원하며 해리슨이 탐부라로 연주하는 높은 음의 C 드론을 토대로 삼는다. 드론의 "코드"는 전반적으로 C 메이저다. 하지만 보컬의 변조, 관현악단 및 기타 루프의 결과로 일부 구간은 B 플랫 메이저다. 노래는 코드 변화를 모두 생략하려 한 최초의 대중음악 노래로 평가된다. 다음에서 설명하는 부분에서 비틀즈의 화성적 기발함은 아쉽게도 상위의 화성으로 묘사된다. "Turn off your mind"는 E 멜로디 음으로 일관되게 진행하지만, "relax" 이후로 E–G 멜로디 음 변화가 끼어들며 "float downstream"에서는 E–C–G 하강이 나타난다. "It is not dying"는 세 개의 G 멜로디 음으로 진행되며 "dying"에서 B♭로 상승한다. 이는 ♭VII/I (B♭/C)의 '날카로운' 폴리코드를 만든다. 이는 〈All My Loving〉, 〈Help!〉, 〈A Hard Day's Night〉, 〈Norwegian Wood (This Bird Has Flown)〉, 〈Hey Jude〉,  〈Dear Prudence〉, 〈Revolution〉, 〈Get Back〉 등 다양한 비틀즈 노래에서 사용되는 중요 장치다.

## 녹음
레논은 런던 벨그라비아 채플가 24번지에 위치한 브라이언 엡스타인의 자택에서 엡스타인, 조지 마틴 외 비틀즈 일원들 앞에서 초연했다.

레슬리 스피커 캐비닛의 내부 구조를 보여주는 단면도

노먼 스미스를 교체해 엔지니어로 승진한 19세 제프 에머릭이 《Revolver》 음반 첫 세션에서 참여했다. 1966년 4월 6일 애비 로드 스튜디오 제3 스튜디오에서 개시되었다. 레논은 프로듀서 마틴에게 티베트 수행자 100명이 독경하는 소리를 원한다고 했다. 어려운 과제가 맡겨진 마틴은 그들이 소유한 기본적인 장비만 가지고 효과를 내는 방법을 강구했다. 효과는 레슬리 스피커를 사용해 제작되었다. 레논에게 그 발상을 설명하자 그는 자기를 거꾸로 매달아 놓고 곡을 부르는 동안 마이크로폰 주위를 도는 것으로 같은 효과를 낼 수 있는지를 물었다. 에머릭은 캐비닛의 전자 회로망에 침입해 연결기를 설치한 뒤 보컬을 재녹음해 회전 확성기에서 그 소리가 나올 수 있도록 했다.

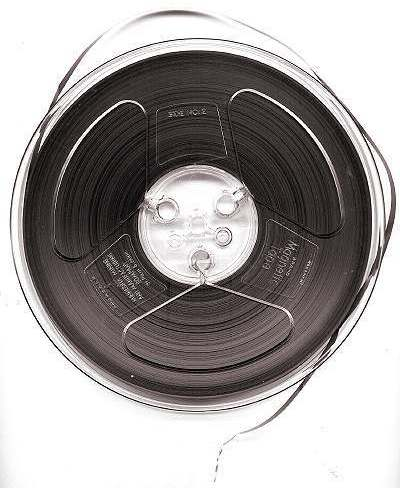
1/4 in의 7인치 릴 녹음 테이프. 매카트니가 테이프 루프를 제작할 때 사용한 것과 유사하다.

레논이 자기 보컬을 두 번 중첩하기 위해 두 번째 테이크를 만들기 꺼리자, 스튜디오의 기술 매니저 켄 타운센드는 인조 더블 트래킹이라는 더블 트래킹의 대체적 형태를 개발했다. 테이프 기기 하나의 싱크 헤드에서 신호 형태를 받아 두 번째 테이프 기기에 통과하는 것으로 살짝 지연을 주는 기술이었다. 두 대의 테이프 기기는 주전력으로 구동되는 대신 분리된 발전기로 가동되며 이는 특정한 진동수를 발산한다. 둘 모두에 이를 적용함으로써 이들을 서로 짜맞추는 것이 가능해진다. 속도 및 진동수에 변화를 주는 것으로 그는 다양한 효과를 제작했고 비틀즈는 이를 《Revolver》 녹음 전체에서 사용했다. 노래의 첫 세 소절에서 레논의 보컬은 더블 트래킹되었다. 레슬리 캐비닛이 사용된 효과는 역전되는 기타 솔로 이후에 들을 수 있다.
트랙에는 당시 비틀즈가 선호한 아주 압축된 드럼을 비롯, 역전되는 심벌즈 및 기타, 루프된 테이프 효과, 시타르 및 탐부라 드론이 첨가되어 있다. 매카트니가 슈토크하우젠의 《Gesang der Jünglinge》에서 영감을 얻어 ¼인치의 녹음 테이프 루프를 사용했다. 테이프 녹음기의 삭제 헤드의 불능화 이후, 녹음되는 동안 테이프의 루프는 기기를 통해 계속 감아진다. 그럼으로써 테이프는 일관되게 자체적으로 오버더빙을 실시하고 포화상태의 효과를 창조하는데, 이것은 뮤지크 콩크레트에 사용되는 기법이기도 하다. 테이프 속도를 빠르게 느리게 조절하는 것도 가능하다. 매카트니는 다른 비틀즈 일원을 종용해 그와 같은 효과를 사용하고 자기만의 루프를 제작했다. 이같은 실험활동 이후 마틴은 비틀즈에게 테이프 루프를 "30개쯤" 전달받았다. 이중 16개가 노래에 사용되었다. 각각의 루프는 6초 정도의 길이었다.
애비 로드 건물의 각종 스튜디오에 설치된 BTR3 테이프 기계에서 테이프 루프가 재생, 4월 7일경 애비 로드 제2 스튜디오 소속 EMI 기술자들이 통제했다. 하나의 기계마다 한 명의 기술자가 동원되어 감시를 실시, 연필을 손에 쥐고 각각의 루프에 느슨함은 없는지 점검했다. 비틀즈 일원 모두가 믹싱 콘솔의 페이더를 제어했고, 마틴은 그동안 다양한 스테레오 페닝을 실시했고, 에머릭은 계량기를 감시했다. 노래의 절반을 변형하기 위해 테이프 8개가 한 번에 사용된 적도 있었다. 테이프는 (여타 루프와 마찬가지로) 중첩 및 가속이 적용되었다. 마틴에 따르면 테이프 루프의 최종 믹싱은 반복할 수가 없었다. 그것이 음악에 덧입혀지는 방식의 복잡성과 임의성 때문이다.
노래의 완성된 버전에는 다섯 가지의 두드러지는 루프가 존재한다. 작가 이언 맥도널드가 1990년대 쓴 글에 따르면 이들 루프는 다음과 같다.
1. 매카트니의 웃음소리의 녹음, 갈매기 소리를 내기 위해 속도를 올림 (0:07 돌입)
2. B 플랫 메이저 코드의 관현악단 (0:19)
3. 플루트 설정의 멜로트론 (0:22)
4. 멜론트론의 현악음, 6/8박자로 B 플랫과 C 사이에서 교대함 (0:38)
5. 상승 스칼라 악구의 시타르 연주, 무거운 포화상태 및 속도 상승이 적용 (0:56).[39]

## 참여 인원
이안 맥도날드에 의하면:
- 존 레논 – 보컬, 해먼드 오르간, 멜로트론,[41] 테이프 루프
- 폴 매카트니 – 베이스 기타, 테이프 루프
- 조지 해리슨 – 시타르, 탐푸라, 리드 기타, 테이프 루프
- 링고 스타 – 드럼, 탬버린, 테이프 루프
- 조지 마틴 – 압정 피아노[41]

## 참고 문헌
- “Revolver”. 《The Beatles Interview Database》. 2009. 2009년 11월 20일에 확인함.
- “Return to London from the USA”. 《The Beatles Interview Database》. 1964년 2월 22일. 2009년 2월 28일에 확인함.
- Brown, Peter; Gaines, Steven (1980). 《The Love You Make: An Insider's Story of The Beatles》. Methuen Publishing. ISBN 978-0-451-20735-7.
- Clayson, Alan (2003). 《George Harrison》. London: Sanctuary. ISBN 1-86074-489-3.
- “Beatles, Radiohead albums voted best ever”. 《CNN》. 2007. 2007년 9월 13일에 원본 문서에서 보존된 문서. 2007년 10월 27일에 확인함.
- “Beatles smash hits now a mashup”. 《CTV News》. 2006년 11월 21일. 2007년 10월 15일에 원본 문서에서 보존된 문서. 2007년 10월 27일에 확인함.
- Friede, Goldie (2005). 《The Beatles A To Z》 1판. London: Methuen. ISBN 978-0-416-00781-7.
- Frushtick, Russ (2009년 7월 21일). “'The Beatles: Rock Band' Expands Its Song List”. 《mtv.com》. 2009년 9월 19일에 원본 문서에서 보존된 문서. 2017년 9월 5일에 확인함.
- Gilliland, John (1969). “The Rubberization of Soul: The great pop music renaissance.” (audio). 《Pop Chronicles》. Digital.library.unt.edu.
- Harrison, George (1995). 《The Beatles Anthology》 (DVD).  Special Features, Back at Abbey Road May 1995, 0:10:59에 발생.
- Harry, Bill (2000). 《Beatles Encyclopedia》. Virgin Publishing Ltd. ISBN 0-7535-0481-2.
- Holmes, Thom (2012). 《Electronic and Experimental Music: Technology, Music, and Culture (4th edn)》. New York, NY: Routledge. ISBN 978-0-415-89636-8.
- “Children of Men soundtrack”. 《IMDB》. 2007. 2007년 10월 28일에 확인함.
- Lennon, John. 《The Beatles Anthology》 (DVD).  Episode 7, 0:10:05에 발생.
- Lewisohn, Mark (2005) [1988]. 《The Complete Beatles Recording Sessions: The Official Story of the Abbey Road Years 1962–1970》. London: Bounty Books. ISBN 978-0-7537-2545-0.
- MacDonald, Ian (1998). 《Revolution in the Head: The Beatles' Records and the Sixties》. London: Pimlico. ISBN 978-0-7126-6697-8.
- MacDonald, Ian (2005). 《Revolution in the Head: The Beatles' Records and the Sixties》 2 rev.판. London: Pimlico (Rand). ISBN 1-84413-828-3.
- Marinucci, Steve (2007). “Carnival of Light”. abbeyrd.best. 2011년 9월 26일에 원본 문서에서 보존된 문서. 2007년 10월 27일에 확인함.
- Martin, George (1994). 《Summer of Love: The Making of Sgt Pepper》. MacMillan London Ltd. ISBN 0-333-60398-2.
- Martin, George (1995a). 《The Beatles Anthology》 (DVD).  Special Features, Back at Abbey Road May 1995, 0:09:06에 발생.
- Martin, George (1995b). 《The Beatles Anthology》 (DVD).  Special Features, Back at Abbey Road May 1995, 0:13:32에 발생.
- McCartney, Paul (1995). 《The Beatles Anthology》 (DVD).  Special Features, Back at Abbey Road May 1995, 0:12:17에 발생.
- Miles, Barry (1997). 《Many Years From Now》. Vintage-Random House. ISBN 0-7493-8658-4.
- Mansnerus, Laura (1996년 6월 1일). “Pied Piper Of Psychedelic 1960s, Dies at 75”. 《The New York Times》. 2007년 10월 27일에 확인함.
- Paine, Andre (2006년 11월 17일). “Legendary producer returns to Abbey Road”. 《BBC News》. 2007년 9월 21일에 확인함.
- Reising, Russell; LeBlanc, Jim (2009). 〈Magical Mystery Tours, and Other Trips: Yellow submarines, newspaper taxis, and the Beatles' psychedelic years〉.   Womack, Kenneth (ed.). 《The Cambridge Companion to the Beatles》. Cambridge, UK: Cambridge University Press. ISBN 978-0-521-68976-2.
- Rodriguez, Robert (2012). 《Revolver: How the Beatles Reimagined Rock 'n' Roll》. Milwaukee, WI: Backbeat Books. ISBN 978-1-61713-009-0.
- Spitz, Bob (2005). 《The Beatles: The Biography》. New York: Little, Brown and Company. ISBN 1-84513-160-6.
- “The first English language translation of the famous Tibetan death text”. 《Summum》. 2009. 2009년 11월 20일에 확인함.
- Schaffner, Nicholas (1978). 《The Beatles Forever》. New York, NY: McGraw-Hill. ISBN 0-07-055087-5.
- Sutherland, Steve (ed.) (2003). 《NME Originals: Lennon》. London: IPC Ignite!.
- Turner, Steve (2016). 《Beatles '66: The Revolutionary Year》. New York, NY: HarperLuxe. ISBN 978-0-06-249713-0.
- Unterberger, Richie (2009). [(영어) https://www.allmusic.com/song/t819429 “Review of "Tomorrow Never Knows"”] |url= 값 확인 필요 (도움말). 《Allmusic》. 2009년 11월 20일에 확인함.
- Watson, Greig (2006년 11월 17일). “Love unveils new angle on Beatles”. 《BBC News》.
- Womack, Kenneth (2014). 《The Beatles Encyclopedia: Everything Fab Four》. Santa Barbara, CA: ABC-CLIO. ISBN 978-0-313-39171-2.